# Små och stora
Små och stora: Berättelser för barn är en barnbok av Amanda Kerfstedt utgiven 1882 på F. & G. Beijers förlag. Boken var den första av Kerfstedts barnböcker att ges ut under eget namn, efter att hon tidigare använt pseudonymen "...y". 1884 och 1907 utkom boken i nya upplagor. Teckningarna är gjorda av Jenny Nyström.
Boken innehåller ett i positiva ordalag skrivet förord av författaren Zacharias Topelius.

## Berättelser
Små och stora innehåller sammanlagt fyra berättelser: Carl Bergs skoltid, Hvad knackningen betydde, En gammal herre och Fyrväplingen. Berättelserna var sannolikt sedan tidigare opublicerade.
Carl Bergs skoltid
Berättelsen handlar om skolpojken Carl Berg som är duktig i skolan, men blyg och inte särskilt bra på idrott. För det sistnämnda blir han misshandlad och hånad av sina klasskamrater. Fadern visar ingen förståelse för sonens utsatthet. Den kränkande behandlingen av Carl Berg upphör tack vare att klassens lärare, magister Asp, lyckas få skolklassen att komma till insikt med hur de behandlar Carl. Berättelsen slutar med att pojkarna just har tagit studenten och där Carl är den främste studenten i klassen.
Hvad knackningen betydde
Berättelsen handlar om Gerda som har bestämt sig för att aldrig vara självisk. När hon får veta att familjen är bortbjudna på middag försöker hon övertala sin mor att färdigställa hennes finaste klänning. Under middagsbjudningen påpekar brodern Gerdas själviskhet, vilket gör att hon grips av ånger. På väg hem från festen visar hon att hon har ändrat sig genom att rädda modern undan några skenande hästar. Modern undkommer oskadd, medan Gerda blir sjuk för lång tid framöver. När hon tillfrisknat belönas hon med gåvor från sina bröder.
En gammal herre
Berättelsen handlar om syskonen Greta och Svante som bor tillsammans med sina föräldrar i en enkel torparstuga på landsbygden. Familjen bor fattigt och det drar genom stora springor i de timrade väggarna. I en eldstad ligger surt ris och ryker, ris som barnen hämtat hem från skogen. Fadern i familjen har tidigare plågats av nervfeber och är nu bortrest för att arbeta av en skuld.
Under en marknadsresa till staden köper Svante en docka till sin syster för pengar som egentligen skulle ha använts till sill och talgljus åt modern. Två tiokronorssedlar skickas per post till familjen från fadern, men dessa försvinner spårlöst under oklara omständigheter. Barnen bestämmer sig därför för att återvända till marknaden och sälja dockan och en pilbåge för att ha råd med nödvändiga matvaror. Barnen misslyckas med försäljningen och på hemvägen blir de nästan överkörda av ett hästekipage. Kusken, som även är patron, blir orolig för att polisen ska dyka upp och för barnen till en närliggande kryddbod. Patronen har dåligt samvete eftersom han har förstört barnens pilbåge och bjuder dem därför på skorpor. Han lånar även ut pengar till dem, med löfte om att han ska få tillbaka skulden när tiokronorssedlarna i hemmet är återfunna.
En tid innan jul återfinner barnen sedlarna och återbetalar efter viss tvekan sin skuld till patronen. Barnens ärlighet har dock rört mannen och han bestämmer sig för att skänka ett nybyggt torp till barnen. Enda villkoret är att föräldrarna och barnen ska arbeta åt honom för att få lov att bo i huset. Familjen accepterar erbjudandet.
Fyrvälpingen
Berättelsen handlar om en rik baron och friherinna som tar sig an den föräldralösa flickan Georgia. De ger henne allt hon behöver materiellt sett, men förbjuder henne att någonsin nämna sina tre äldre bröder. Förbudet gör att hon blir sjuk och börjar långsamt att tyna bort framför sina nya familj. I slutet av berättelsen får Georgia kontakt med bröderna och lyckas övertala baronen att även ta hand om dem. Hon har dock hunnit bli så sjuk att hon strax därpå avlider.